# Erik Brevner
Erik Alfred Johannes Brevner, född 10 mars 1902, död 22 februari 1969, var ett svenskt undervisningsråd.
Brevner tog en folkskollärarexamen 1922, var 1923-1924 ämneslärare vid Solbacka läroverk, 1926 folkskollärare i Örebro och 1926-1931 i Stockholm. Han var 1928-1932 ämneslärare vid Stockholms stads högre folkskola för handelsundervisning och Stockholms stads tekniska mellanskola 1932-1943. 1943-1946 var Brevner rektor vid folkskoleseminariet i Karlstad. Han blev 1946 undervisningråd och ledamot Skolöverstyrelsen. Brevner blev 1942 filosofie doktor med avhandlingen Sydöstra Närkes sjönamn och docent i nordisk ortnamnsforskning i Uppsala. Han biträdde 1934 års lärobokssakkunniga och 1939-1943 Statens läroboksnämnd med granskning av böcker i modersmålet.